# Pseudomma bellingshausensis
Pseudomma bellingshausensis is een aasgarnalensoort uit de familie van de Mysidae. De wetenschappelijke naam van de soort is voor het eerst geldig gepubliceerd in 2011 door San Vicente.